# Негейра-де-Муньїс
Негейра-де-Муньїс (гал. Negueira de Muñiz, ісп. Negueira de Muñiz) — муніципалітет в Іспанії, у складі автономної спільноти Галісія, у провінції Луго. Населення — 210 осіб (2009).
Муніципалітет розташований на відстані близько 400 км на північний захід від Мадрида, 55 км на схід від Луго.
Муніципалітет складається з таких паррокій: Барсела, Марентес, Негейра, Оувіаньйо, Ріо-де-Порто, Сан-Педро-де-Ернес.

## Демографія
Динаміка населення (INE ):

## Галерея зображень

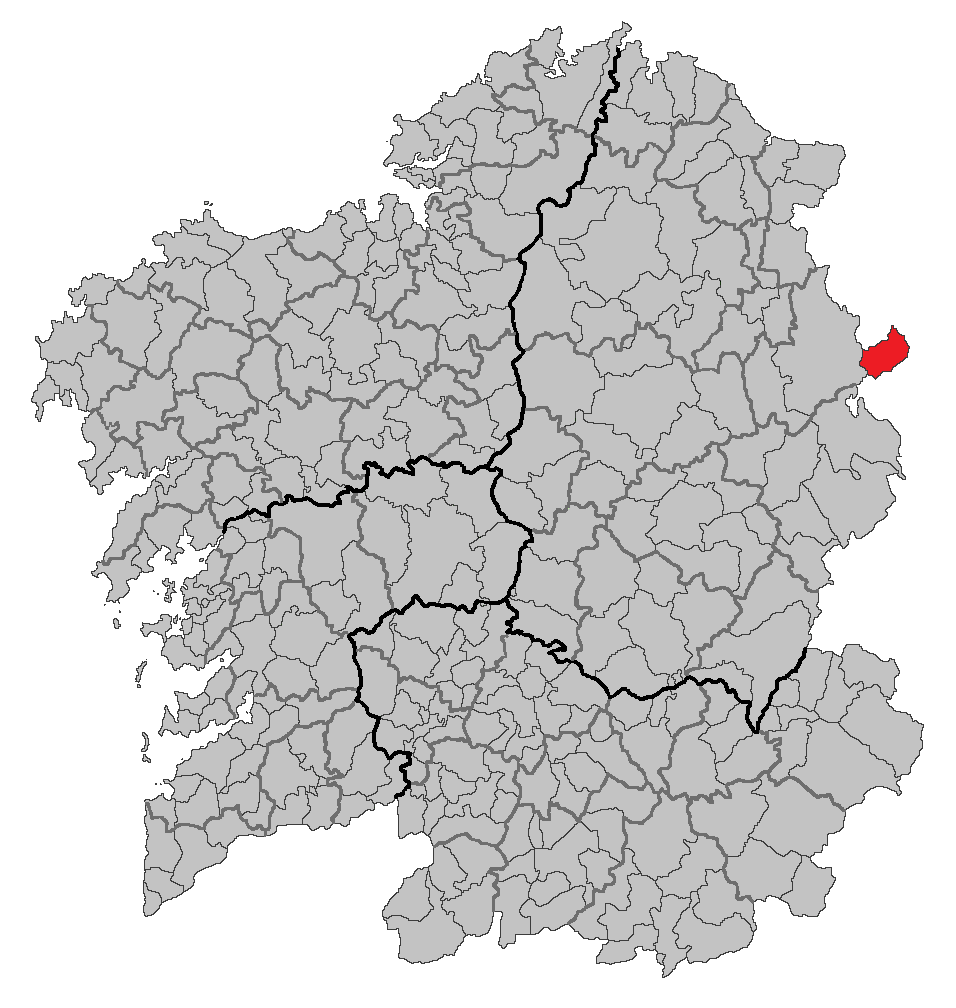
Розташування муніципалітету

## Парафії
Муніципалітет складається з таких парафій: 

## Релігія
Негейра-де-Муньїс входить до складу Лугоської діоцезії Католицької церкви.